# 康捷 (政治人物)
康捷（1961年5月—），女，满族，中华人民共和国政治人物，现任辽宁省人大常委会副主任，省民族和宗教事务委员会党组书记、主任。